# Stryper
Stryper — американський рок-гурт, що грає в стилі глем-метал. Включає у свій склад Майкла Світа (вокаліста, соло-гітариста), Оза Фокса (гітариста), Тіма Гейнса (бас-гітариста) і Роберта Світа (барабанщика). У 2004 році, Гейнс покинув гурт і був замінений Трейсі Феррі (бас-гітаристом), але повернувся в 2009 році.

## Історія

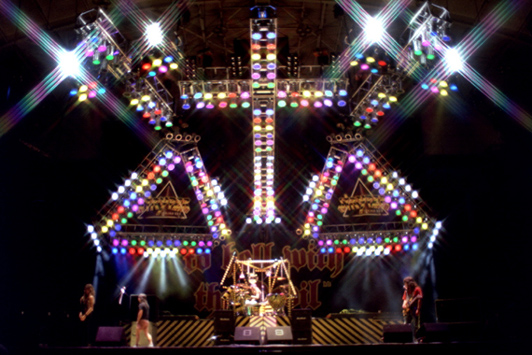
Концерт гурту Stryper під час туру «To Hell with the Devil» 1986 року.

Сформувався в 1983 році. Спочатку він називалася Roxx Regime, однак незабаром назву було замінено на Stryper. Метою музикантів було стати першим християнським рок-гуртом, який добився б серйозного визнання. Гурт підписав контракт з фірмою Enigma Records і в 1983 році випустив свій перший альбом — «The Yellow and Black Attack».
До середини 1980-х років Stryper досяг максимальної популярності — їх альбом «To Hell with the Devil» став «платиновим», пізніше був включений в список «Найбільших християнських музичних альбомів усіх часів». Балада «Honestly» з цього альбому піднялася до 23-го рядка Billboard Hot 100. Після цього гурт випустив ще два диски, які стали золотими, проте в 1992 році музиканти оголосили про припинення спільної діяльності.
У 2003 році гурт знову возз'єднався і відновив концертну і студійну діяльність.
Випущений ними альбом No More Hell to Pay у 2013-му піднявся на 35-ту сходинку Billboard 200, зайвий раз доводячи, що інтерес до гурту ще не втрачено. Крім того, у виданому у 2013-му році бойовику Майкла Бея «Кров'ю і потом: Анаболіки» з Дуейном Джонсоном і Марком Уолбергом в головних ролях, є кумедний епізод, у якому є вельми вдалий жарт, пов'язана з гуртом, що свідчить його колишньої популярності у 80-х.

## Назва
В оформленні кожного диска обов'язково присутній Isaiah 53:5 (вірш із книги пророка Ісаї), в якому сказано: Але Він ув'язнений був за гріхи наші і мучений за беззаконня наші; покарання світу нашого було на Ньому, і ранами Його ми зцілилися..Іс 53:5. Барабанщик Stryper, також створив бекронім для назви гурту: «Salvation Through Redemption Yielding Peace, Encouragement and Righteousness».

## Склад

### Поточний склад
- Майкл Світ — вокал, гітара, піаніно (1983—1992, 1999—2001, 2003—наші дні)
- Роберт Світ — ударні (1983—1993, 1999—2001, 2003—наші дні)
- Тім Гейнс — бас-гітара, бек-вокал, клавішні, піаніно (1983—1986, 1986—1988, 1990—1993, 1999—2001, 2003—2004, 2010—наші дні)
- Оз Фокс — гітара, бек-вокал (1983—1993, 1999—2001, 2003—наші дні); вокал (1992—1993)

### Колишні учасники
- Метт Хериш — бас-гітара
- Трейсі Феррі — бас-гітара, бек-вокал (2004—2010)

## Дискографія
- The Yellow and Black Attack (1984)
- Soldiers Under Command (1985)
- The Yellow and Black Attack (Re-Issue) (1986)
- To Hell with the Devil (1986)
- In God We Trust (1988)
- Against the Law (1990)
- Reborn (2005)
- Murder by Pride (2009)
- The Covering (2011)
- Second Coming (2013)
- Fallen (2015)
- God Damn Evil (2018)
- Even the Devil Believes (2020)